# Cañón de volea

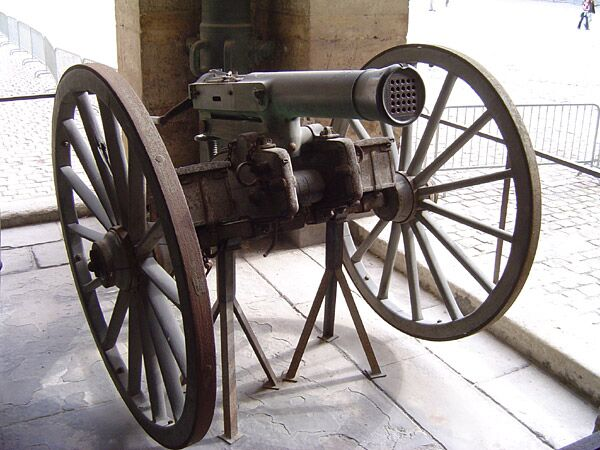
La metrallera, un cañón de volea del.

El cañón de volea es una pieza de artillería, con varios cañones para disparar múltiples tiros en sucesión o simultáneamente. Se diferencian de las ametralladoras modernas en que no pueden disparar y recargar de forma automática, estando limitados por la cantidad de cañones que poseen.
En la práctica, los cañones de volea grandes no eran particularmente más útiles que un cañón que dispara metralla o perdigones. Dado que estaban montados sobre una cureña, podían ser tan difíciles de apuntar y desplazar como un cañón convencional, y los muchos cañones que los formaban requerían de mucho tiempo en ser recargados. También tendían a ser relativamente caros, ya que eran más complejos que un cañón debido a todos los cañones y mechas de encendido con que contaban, y cada cañón debía mantenerse y limpiarse por separado.

## Cañones de volea en elsigloXV

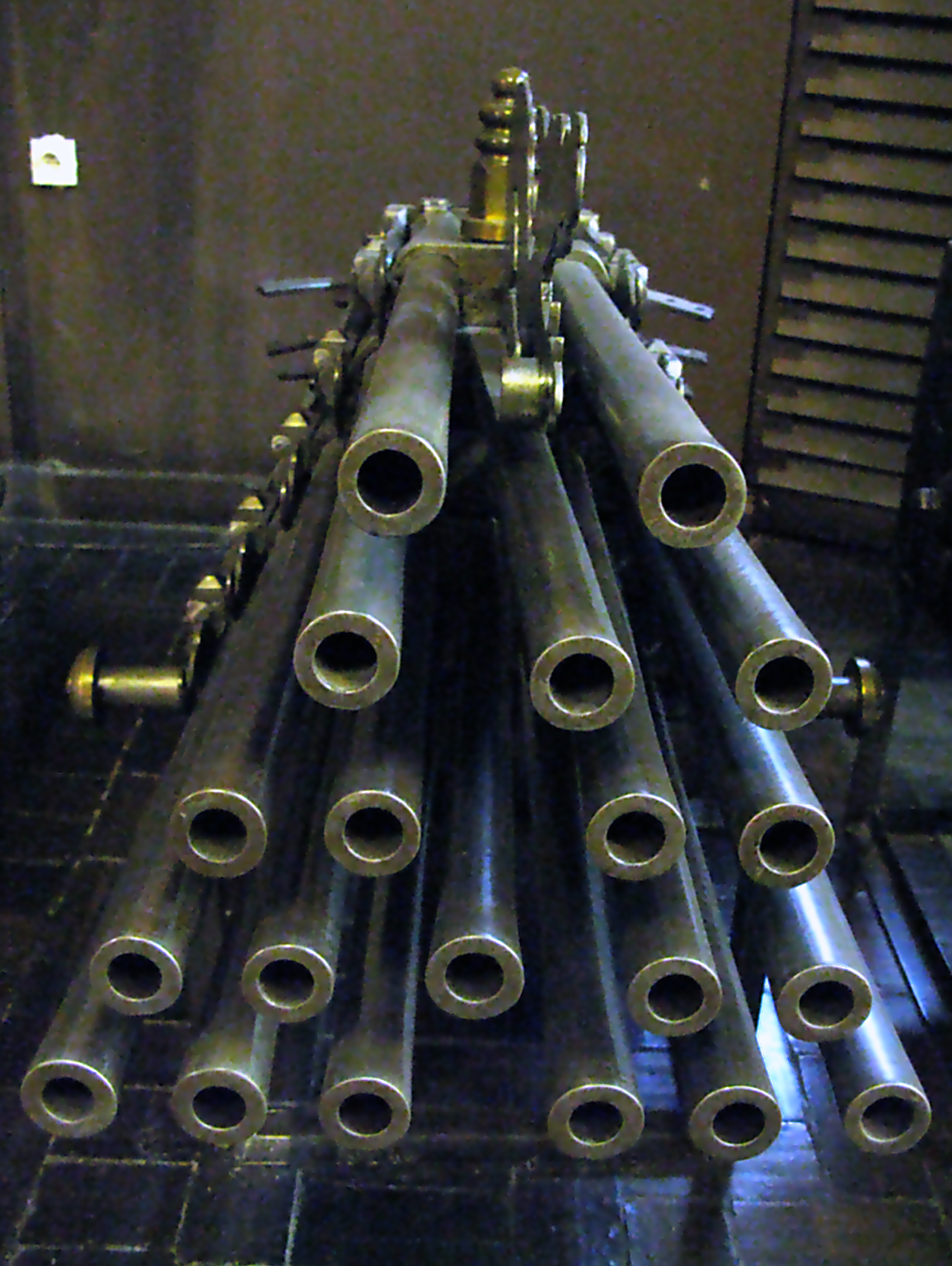
Cañón de volea polaco, de 20 cañones. Los cañones están diseñados para permitir que el disparo se abra y cause el máximo daño.

El ribadoquín fue una versión medieval del cañón de volea, tenía sus cañones montados en forma paralela. Esta primera versión se empleó  por primera vez durante la Guerra de los Cien Años por el ejército de Eduardo III de Inglaterra, en 1339. Con posterioridad también fueron utilizados por el ejército suizo.

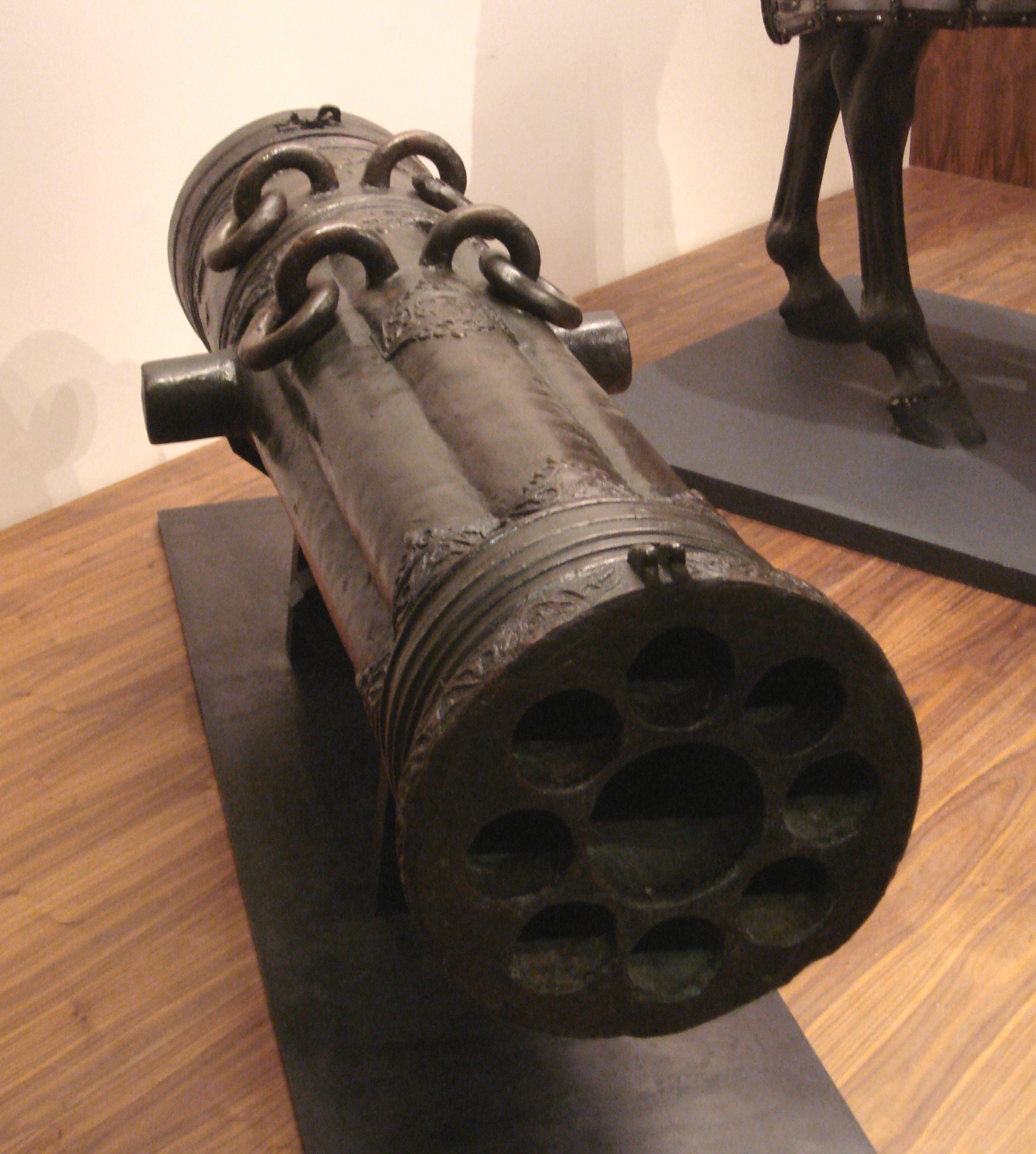
Un cañón de volea otomano con 9 cañones, de principios del.

Las piezas de artillería de cañón múltiple continuaron en uso durante el siglo XVI y el siglo XVII. Los Cavaliers usaban un cañón de dos cañas llamado Elizabeth-Henry, que lleva el nombre de los hijos más pequeños de Carlos I, durante la Guerra Civil inglesa y que disparaba proyectiles de 2 onzas. También podía disparar racimos de metralla. Los cañas estaban forradas en cuero para evitar que se oxidaran.
Durante el siglo XVI se construyeron en Aragón cañones de volea de 15 cañones, mientras que armeros alemanes y polacos inventaron pistolas de varios cañones. Estas eran a veces combinaciones de una espada o hacha y pistola, tales como el bastón de Enrique VIII, una pistola de tres cañones y una maza. Enrique VIII también poseía un fusil alemán de rueda con múltiples cañones, capaz de disparar una carga superpuesta.

## Cañones de volea en elsigloXVIII
El mosquete Nock se parecía a un mosquete de chispa convencional con siete cañones soldados hexagonalmente alrededor de un cañón central. Los siete cañones de calibre 12 mm (.46) estaban conectados a la cazoleta de la llave de chispa, a fin de producir un disparo simultáneo a través del encendido en fila, pero con frecuencia fallaban varios cañones al disparar. El arma fue inventada por James Wilson en 1779 y fabricada por Henry Nock para usarla durante las Guerras Napoleónicas. Se produjeron quinientos mosquetes Nock para la Royal Navy para repeler los abordajes o despejar una cubierta enemiga antes del despliegue de los grupos de abordaje propios. La flota del almirante Howe recibió veinte mosquetes para cada barco de línea y doce cañones para cada fragata. El retroceso del mosquete Nock de 5,9 kg solía causar dislocación del hombro y fractura de clavícula entre los marineros que disparaban los mosquetes Nock; y el fogonazo del disparo simultáneo de múltiples cañones encendía a veces las velas de lona cuando se disparaba desde cerca de los aparejos. El mosquete Nock fue considerado obsoleto en 1805, pero Richard Widmark usó un arma sobreviviente en la película de 1960 El Álamo. El mosquete Nock ha despertado recientemente la atención pública por aparecer en las novelas Sharpe de Bernard Cornwell, donde fue empuñado tanto por Sharpe como por su amigo y colega, el sargento Patrick Harper.
Un cañón de volea con retrocarga que era recargado utilizando varias piezas, similar a lo que posteriormente sería la metrallera, fue desarrollado en Francia en 1775 por Du Perron.

## Cañones de volea en elsigloXIX

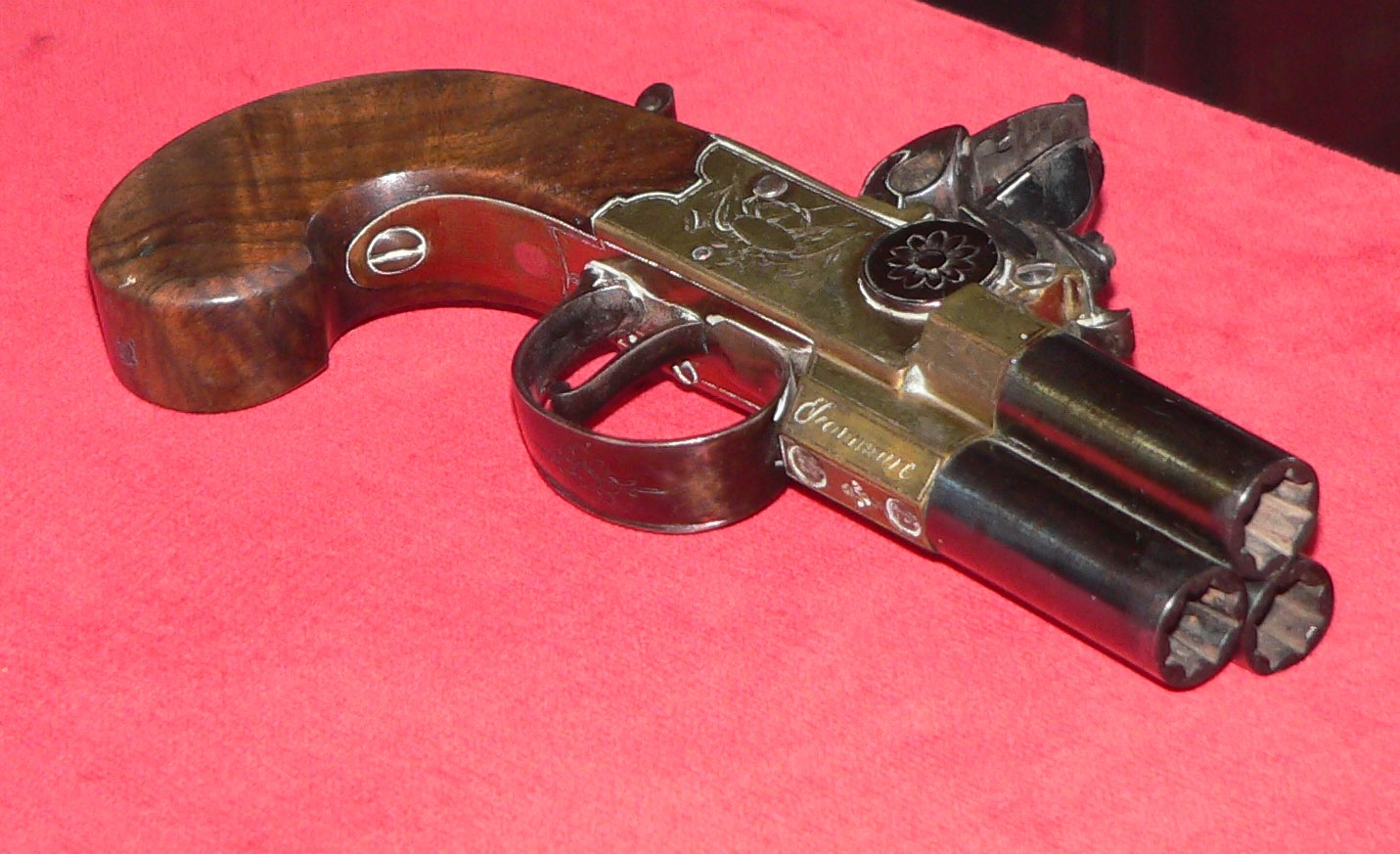
Pistola de bolsillo de tres cañones, capaz de disparar sus cañones simultáneamente o secuencialmente utilizando un bloque rotativo en la cazoleta.

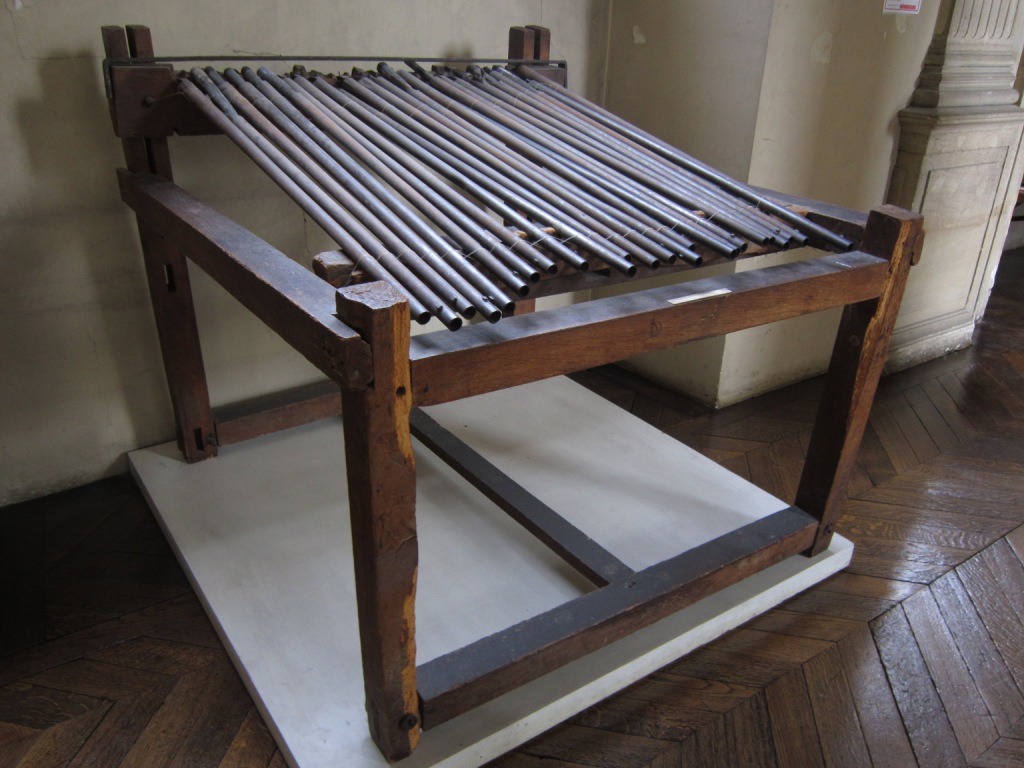
La Machine infernale de Fieschi, en el Musée des Archives Nationales.

Dos notables armas de volea de tamaño de artillería se desarrollaron a mediados del siglo XIX, aunque ninguna fue particularmente exitosa en la práctica. Desarrollada en la década de 1860 y basada en un diseño de la década de 1850 del Capitán Fafschamps, la metrallera (mitrailleuse) francesa es un ejemplo de un cañón de volea que podía disparar todos sus cañones simultáneamente o secuencialmente durante un corto período de tiempo. También desarrollado en la década de 1860, el General Origen Vandenburgh de la Milicia del Estado de Nueva York diseñó un arma que tenía ochenta y cinco cañones de fusil de calibre 12,7 mm (.50) paralelos. Después de fracasar en vender el arma al Reino Unido, según los informes, vendió un pequeño número a los Estados Confederados de América, aunque no hay constancia de que se hayan utilizado realmente. Un cañón de volea Vandenburgh estuvo ubicado en Fuerte Fisher, Carolina del Norte, y otro se cree que en Salisbury, Carolina del Norte.
También se desarrollaron algunas pistolas de volea durante el siglo XVIII y el siglo XIX. Una de las más distintivas fue la pistola de volea "pie de pato", una pistola con múltiples cañones dispuestos en un patrón extendido, para que el tirador pudiera cubrir un área considerable con un solo disparo. El principio detrás del diseño de este tipo de pistola es el enfrentamieto de una persona contra un grupo; por lo tanto, era popular entre los guardias bancarios, los guardias de prisiones y los capitanes marinos a principios del siglo XIX.
En julio de 1835, Giuseppe Marco Fieschi utilizó un cañón de volea artesanal con 25 cañones para intentar asesinar al rey Luis Felipe I en París. Disparó el arma desde la ventana de un tercer piso mientras que el rey y su séquito pasaban por la calle. Si bien 18 personas murieron, el rey solo tuvo una herida pequeña. Los cañones habían sido vendidos por un arsenal estatal como chatarra después de ser encontrados defectuosos y cuatro de ellos explotaron al ser disparados. Fieschi resultó con heridas graves y fue rápidamente capturado. Él junto con otras dos personas involucradas en el complot fueron condendos a muerte y guillotinados en 1836. Su arma, conocida como la Machine infernale, se exhibe en el Musée des Archives Nationales de París.

## Cañón de volea moderno
Varios diseños de armas con proyectiles explosivos con disparo electrónico y armas con proyectiles no explosivos fueron desarrolladas por Metal Storm Limited que tenían algunas similitudes en los cañones de volea del siglo XVIII, particularmente en que tenían varios cañones que podían ser disparados simultáneamente o en secuencia como por ejemplo la ametralladora Nordenfelt. Estos diseños fracasaron en el plano comercial y Metal Storm Limited se declaró en quiebra en el 2012.
La Marina Española utiliza un sistema de volea, denominado Meroka, el cual consiste en doce cañones Oerlikon 20 mm montados en un conjunto compacto con un sistema de carga automático accionado mediante una fuente de energía externa. Posee una cadencia de fuego excepcionalmente elevada por un breve tiempo, y recarga en menos de 0,3 segundos. Lo cual lo convierte en un arma adecuada para defensa a corta distancia contra misiles, aviones y pequeñas embarcaciones.
Standard Manufacturing produce el S333 Thunderstruck, un revólver de dos cañones que dispara dos cartuchos con cada presión del gatillo.